# (3742) Sunshine
(3742) Sunshine es un asteroide perteneciente al cinturón de asteroides, descubierto el 2 de marzo de 1981 por Schelte John Bus desde el Observatorio de Siding Spring, Nueva Gales del Sur, Australia.

## Designación y nombre
Designado provisionalmente como 1981 EQ27. Fue nombrado Sunshine en honor a la profesora estadounidense de análisis espectral de los cuerpos celestes “Jessica M. Sunshine”.